# 진무지역
진무지역(일본어: 神武寺駅、じんむじえき)
(영어: Jimmuji Station)은 일본 가나가와현 즈시시에 있는 철도역이다.역 번호는 KK52이다.

## 타는 곳
| 1 ■ 즈시 선 | 즈시·하야마 행                        |
| 2 ■ 즈시 선 | 가나자와핫케이·요코하마·시나가와 방면 |

## 역세권 정보
- 주일 미군 주택지

## 역사
- 1931년 4월 1일: 영업 개시.

## 기타
전철화되지 않은 선로가 이 역에서부터 동일본 여객철도 요코스카 선의 즈시역까지 이어져 있다. 이는 종합차량제작소에 연락하기 위한 선로이다.

## 인접역
| 게이힌 급행 전철 ■ 즈시 선  | 게이힌 급행 전철 ■ 즈시 선    | 게이힌 급행 전철 ■ 즈시 선 |
| --------------------------- | ----------------------------- | -------------------------- |
| KK51 무쓰우라 시나가와 방면 | ■ 특급 ■ 에어포트 급행 ■ 보통 | KK53 즈시·하야마 방면      |